# Dan Kimball

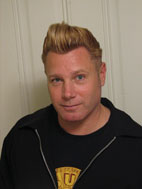
Dan Kimball

Dan Kimball (* 21. November 1960 in New Jersey) ist ein evangelikaler Theologe, Pastor, Autor und Lehrer. Zusammen mit einem Team hat er die Vintage Faith Church in Santa Cruz gegründet. Er wird zu den Vordenkern der Emerging-Church-Bewegung gezählt.

## Leben
Kimball wuchs im Nordosten New Jerseys im Großraum von New York auf. Als junger Erwachsener kam er nach London, wo er durch einen älteren Mann namens Stuart Allen einen authentischen christlichen Glauben kennenlernte. Er hat Landschaftsarchitektur an der Colorado State University in Fort Collins, Colorado studiert, danach Theologie am Multnomah Biblical Seminary in Portland, Oregon, wo er 1989 graduierte. Seinen Master of Arts machte er 1999 am Western Seminary in San Jose. Er hat 2006 einen Doktortitel in Leiterschaft des evangelischen Seminars der George Fox Universität in Newberg, Oregon, erhalten.

## Privates
Er ist verheiratet mit Becky, sie haben zwei Töchter.

## Vintage Faith Church
Mit einer Gruppe gleichgesinnter Personen hat er 2004 die Vintage Faith Church in Santa Cruz gegründet, die vorher zur Santa Cruz Bible Church gehörte, wo er acht Jahre als Jugendpastor tätig war. Die Vision war es, eine anbetende, missionarische und theologische Gemeinschaft zu sein. Kimball hat sich intensiv mit der vorherrschenden postmodernen Jugendkultur auseinandergesetzt, weil er selbst zu einer Rockabilly-Punkband gehörte, die nicht angepasst war und in keine christliche Subkultur hineingepasst hatte. Kreative und künstlerische Elemente und eine authentische Atmosphäre sind wichtige Bestandteile der Vintage Faith Church, sie zeigen sich in den Gottesdiensten, in sonstigen Treffen, im Kaffeehaus, in der Kunstgalerie und in den Musikkonzerten, die in The Abbey, wie das Kirchengebäude heißt, während der ganzen Woche durchgeführt werden. 2013 hat er mit einer Predigtserie „Taking the Vintage Voyage“ (deutsch: Nimm an der Weinberg-Kirchen-Reise teil) begonnen, um seinen ganzheitlichen Ansatz zu erläutern und zu vertiefen.

## Lehre
Kimball lehrt nebenamtlich am Western Seminary in San Jose, und er ist auch Professor für missionale Führung an der George Fox University in Portland tätig. Zudem ist er Gastlehrer für Evangelisation und Leiterschaft am Wheaton College bei Chicago.
Er wendet sich gegen eine äußerlich festgelegte christlich-evangelikale Subkultur in den USA und weltweit, die sich innerlich von Jesus, der Bibel und der anziehenden Gemeinschaft des frühen Christentums entfernt habe. Celebrating (feiern), connecting (verbinden) und coaching (fördern) zeichne auch heute echte christliche Gemeinschaft aus. Er hat Methoden und neue Elemente entwickelt, wie Kirchgemeinden, Gottesdienste, Predigten, Evangelisation und Führung sein können, um in einer postmodernen, nachchristlichen Kultur relevant und missional tätig zu sein.

## Werke

### Deutsch
- Emerging Church. Die postmoderne Kirche. Spiritualität und Gemeinde für neue Generationen. C & P, 2005. ISBN 978-3-86770-071-9

### Englisch
- The Emerging Church: Vintage Christianity for new generations. Youth Specialties, Zondervan, Grand Rapids, 2003. ISBN 978-0-310-24564-3
- Mit David Crowder und Sally Morgenthaler: Emerging worship: creating worship gatherings for new generations. Youth Specialties, Zondervan, Grand Rapids, 2004. ISBN 978-0-310-25644-1
- The like Jesus but not the Church: Insight from Emerging Generations. Zondervan, Grand Rapids, 2007. ISBN 978-0-310-24590-2
- Mit Mark Driscoll, John Burke und Doug Pagit: Listening to the beliefs of emerging Churches: Fives Perspectives. Zondervan, Grand Rapids, 2007. ISBN 978-0-310-27135-2
- They like Jesus but not the Church participant’s guide: six sessions responding to culture’s objections to christianity. Zondervan, Grand Rapids, 2008. ISBN 978-0-310-27794-1
- Mit Sean McDowell und David Kinnaman: Apologetics for a new generation: a biblical and culturally relevant approach to talking about God. ConversantLife, Harvest. 2009. ISBN 978-0-7369-2520-4
- Mit J. Matthew Pinson, Timothy Quill, Ligon Duncan und Dan Wilt: Perspectives on Christian Worship: Five Views. B & H, 2009. ISBN 978-0-8054-4099-7
- Adventures in Churchland: Finding Jesus in the mess of organized religion. Zondervan, Grand Rapids, 2012. ISBN 978-0-310-27556-5